# Rory Storm and the Hurricanes
Rory Storm & the Hurricanes bili su jedan od najpopularnijih liverpoolskih, beat sastava iz ranih 1960-ih. Unatoč velikoj lokalnoj popularnosti, nisu postigli nikakav međunarodni uspjeh, vjerojatno i stoga što uopće nisu polagali pažnje na snimanje ploča, - već su isključivo bili koncentrirani na nastupe.
Osnivač sastava bio je pjevač Rory Storm, koji je još 1957. osnovao svoj prvi Skiffle sastav - Al Caldwell’s Texans. Ubrzo je promijenio ime sastava u The Raving Texans, pa zatim u Al Storm & the Hurricanes, pa opet u Jett Storm & the Hurricanes te se konačno 1959. ustalilo ime Rory Storm & the Hurricanes. Tada su u Hurricanesima nastupali Rory Storm (pravim imenom Alan Caldwell, pjevač), Johnny Guitar (pravim imenom John Byrne, ritam gitara), Ty Brian (pravim imenom Charles O’Brien, solo gitara), Lou Walters (pravim imenom Wally Eymond, bas-gitara) i Ringo Starr (pravim imenom Richard Starkey, bubnjevi).
1960-ih počeli su mijenjati repertoar prema Rock-’n’-Rollu, manje više s obradama uspješnica Chuck Berrya i Jerry Lee Lewisa. U svibnu iste godine nastupali su s tada popularnim rock pjevačem Gene Vincentom u Liverpoolu.
Nakon tog nastupa, dobili su priliku nastupati u Hamburgu, zajedno s Beatles u klubu - Kaiserkeller. Zanimljivo je da su oni dobili veće honorare od Beatlesa, i bili bolje prihvaćeni od publike.
U listopadu 1960., Hurricanesi snimaju u Hamburgu tri poznate pjesme: Fever (John Davenport/Eddie Cooley), September Song (glazba: Kurt Weill; tekst: Maxwell Anderson) i Summertime (glazba: Gershwin). Kuriozitet tih snimaka je da prateće vokale pjevaju Beatlesi; John Lennon, Paul McCartney i George Harrison.
Od 1961. do 1962. Hurricanesi nastupaju po Engleskoj, Francuskoj i Španjolskoj. U kolovozu 1962. sastav napušta Ringo Starr i odlazi u Beatlese. Od tada su Hurricanesi dugo bili u potrazi za pravim bubnjarom, jer nitko nije ostao dulje razdoblje. Nakon toga se na bubnjevima ustalio Keef Hartley, koji se sastavu pridružio u kolovozu 1963.
U prosincu 1964. snimili su u Londonu pod pokroviteljstvom menadžera Beatlesa Briana Epsteina, singl ploču America, ali ta ploča nije dobro prošla kod publike.
1967. sastav je napustio Ty Brian, naprasito za vrijeme nastupa (nedugo nakon toga je umro, sa samo 26 godina). Sastav se nakon toga raspao, Rory Storm pokušao je bezuspješno ponovo okupiti Hurricanese, ali mu to nije pošlo za rukom.
Rory Storm je umro 28. rujna 1972., izvršivši samoubojsto predoziranjem tabletama (zajedno sa svojom majkom).

## Diskografija (singl ploče)
- 1963. - Dr. Feelgood / I Can Tell
- 1964. - America / Since You Broke My Heart

## Vanjske poveznice
- Detaljna povijest (engl.)
- Informacije o sastavu  Arhivirana inačica izvorne stranice od 17. kolovoza 2013. (Wayback Machine) (engl.)